# Maria Luise Teubner
Maria Luise Teubner (* 3. November 1951 in Ratingen, Kreis Düsseldorf-Mettmann) ist eine deutsche Politikerin (Die Grünen, ab 4. Oktober 1990 Bündnis 90/Die Grünen) und Studienrätin a. D. Von 1987 bis 1990 war sie Mitglied des Deutschen Bundestages der 11. Wahlperiode.

## Leben
Nach ihrem Abitur 1970 am Geschwister-Scholl-Gymnasium in Ratingen studierte Maria Luise Teubner von 1970 bis 1975 Soziologie, Philosophie, Germanistik und Geschichte an der Albert-Ludwigs-Universität Freiburg. 1975 schloss sie das Staatsexamen in Deutsch und Geschichte ab. Von 1976 bis 1977 durchlief sie eine Referendarausbildung an den Kaufmännischen Schulen in Lahr. Dort fand sie 1977 Anstellung und ist seitdem – mit Ausnahme ihrer Zeit als Bundestagsabgeordnete von 1987 bis 1990 – mit den Fächern Deutsch, Geschichte und Gemeinschaftskunde im integrierten beruflichen Gymnasium tätig, derzeit als Oberstudienrätin.
Die konfessionslose ledige Gymnasiallehrerin schloss sich in Lahr dem Bund für Umwelt und Naturschutz Deutschland e.V. (BUND) an. Zudem ist sie Mitglied der Gesellschaft für bedrohte Völker e.V. (GfbV) und der Gewerkschaft Erziehung und Wissenschaft (GEW).
Sie lebt in Friesenheim (Baden).

## Politische Karriere
Im April 1984 wurde Maria Luise Teubner Mitglied der Partei Die Grünen. Im selben Jahr ließ sich für den Lahrer Gemeinderat aufstellen. Nach gewonnener Wahl war sie ab Dezember 1984 an Gemeinderatsmitglied und Fraktionssprecherin ihrer Partei.
Bei der Bundestagswahl am 25. Januar 1987 wurde sie über die Landesliste Baden-Württemberg in den Deutschen Bundestag gewählt. Mit der Eröffnungssitzung des 11. Deutschen Bundestages am 18. Februar 1987 ließ sie ihr Amt im Gemeinderat ruhen.
Als Bundestagsabgeordnete engagierte sie sich von der Verkehrs- über die Gesundheits- bis zur Wirtschaftspolitik in einem sehr breiten Themenspektrum. Ab 15. Januar 1990 war sie stellvertretende parlamentarische Geschäftsführerin der Fraktion der Grünen. Ihr Mandat endete am 20. Dezember 1990.